# Kräklingbo
Kräklingbo is een plaats in de gemeente, landschap en eiland Gotland en de provincie Gotlands län in Zweden. De plaats heeft 109 inwoners (2005) en een oppervlakte van 33 hectare.